# Горња Трнова
Горња Трнова је насељено мјесто у општини Угљевик, Република Српска, БиХ. Према прелиминарним подацима пописа становништва 2013. године, у насељеном мјесту Горња Трнова укупно је пописано 375 становника.

## Становништво
Према попису становништва из 1991. године, мјесто је имало 420 становника.

## Знамените личности
- Филип Вишњић, српски пјесник и гуслар